# Yelena Sipatova
Yelena Sipatova (Unión Soviética, 7 de junio de 1955) es una atleta soviética retirada especializada en la prueba de 3000 m obstáculos, en la que ha conseguido ser medallista de bronce europea en 1982.

## Carrera deportiva
En el Campeonato Europeo de Atletismo de 1982 ganó la medalla de bronce en los 3000 m obstáculos, con un tiempo de 8:34.06 segundos, llegando a meta tras la también soviética Svetlana Ulmasova (oro con 8:30.28 segundos que fue récord de los campeonatos) y la rumana Maricica Puică (plata).